# Nymphula tripunctalis
Nymphula tripunctalis là một loài bướm đêm thuộc họ Crambidae.